# إسماعيل حسن (مخرج)
إسماعيل حسن مخرج وسيناريست مصري  من مواليد 18 يونيو 1930

## حياته ونشأته
حصل على دبلوم الصناعة من معهد سلاح الطيران عام 1949، لكنه بدأ مسيرته الفنية منذ عام 1948. عمل في بداية مشواره الفني مساعد مخرج مع العديد من المخرجين في العديد من الأفلام منهم أنور وجدي وصلاح أبو سيف وفطين عبد الوهاب وعباس كامل. عمل إسماعيل حسن في التلفزيون المصري عام 1967 حتى عام 1982. امتد مشواره الفني من عام 1949 حتى 2003 وكان حصيلته: تأليف القصة والسيناريو والحوار لعدد 13 فيلماً، أعمال الإخراج والمساعدة في الإخراج لعدد 73 فيلماً.

## أهم أعماله
فيلم «فالح ومحتاس» بطولة السيد بدير وعمر الجيزاوي، عام 1954
فيلم «بنادي عليك» بطولة زوزو محمد وعبد الرحمن المصري، عام 1955
فيلم «الشاويش حسن» بطولة يونس شلبي ودلال عبد العزيز، عام 1988
فيلم «عريس في اليانصيب» بطولة سمير غانم ودلال عبد العزيز، عام 1989
فيلم «الهاربان» بطولة سمير غانم ونورا، عام 1993

## وصلات خارجية
- إسماعيل حسن على موقع IMDb (الإنجليزية)
- إسماعيل حسن على موقع الدهليز
- إسماعيل حسن على موقع قاعدة بيانات الأفلام العربية
- إسماعيل حسن على الدهليز
- إسماعيل حسن على كاروهات